# Simone Boeto
Simone Boeto (Alessandria d'Egitto, 64 a.C. – Gerusalemme, 5) è stato un sacerdote ebreo antico.

## Biografia
Nacque nel 64 a.C. ad Alessandria d'Egitto e morì nel 5 d.C a Gerusalemme. Fu sommo sacerdote tra il 25 a.C. e il 4 d.C. insediato da Erode il Grande rimuovendo Joshua ben Fabo, questo per innalzare la dignità sociale del padre della sua nuova moglie, Mariamne. Oltre Mariamne i suoi figli erano Marta, Joazer, Eleazaro e Simone Cantatera. Fu, secondo il Talmud, l'iniziatore dei boetiani, una corrente giudaica affine ai sadducei e sostenitrice della fedeltà ai romani, che diede anche altri sommi sacerdoti quali Joazaro, Eleazaro, Simone, Elioneo. Era detto anche Cantera. Fu il padre di Mariamne II, citata da Giuseppe Flavio quale terza moglie di Erode il grande a cui dette Erode Antipa, Archelao, Filippo e Olimpia. Dopo il complotto di Mariamne II in combutta con Antipatro per spodestare Erode il grande, questo rimuove anche Simone Boeto suo padre dalla carica. Ad esso successe alla carica di sommo sacerdote Mattia, figlio di Teofilo.